# Sparti
Gli Sparti (Σπαρτοί "[uomini] seminati", da σπείρω, speírō, "seminare") sono personaggi della mitologia greca.
La leggenda narra che Cadmo abbia dovuto uccidere uno spaventoso drago per poter iniziare ad edificare la città di Tebe. Atena, per aiutarlo, gli suggerì di seminare i denti del drago ucciso e di attendere. Dalla terra uscirono all'improvviso uomini armati, gli Sparti, che si gettarono ferocemente gli uni contro gli altri, fino a che non ne sopravvissero cinque: Ctonio, Echione, Iperenore, Pelore e Udeo.
Cadmo chiese a questi di aiutarlo nella costruzione della cittadella di Tebe: la Cadmea. In seguito concesse in sposa sua figlia Agave a uno di loro, Echione.

### Fonti antiche
- Apollodoro 3.4.1
- Ovidio, Metamorfosi III, 126
- Pausania, Periegesi della Grecia 9.5.3